# Chocontá
Chocontá – miasto w Kolumbii, w departamencie Cundinamarca.